# David Hubert
David Hubert, né le 12 février 1988 à Uccle (Bruxelles) en Belgique, est un footballeur international et entraîneur belge qui joue au poste de milieu de terrain. Il est actuellement l'entraîneur de l'OH Louvain.

## Biographie

### Carrière de joueur
Formé au KRC Genk, David Hubert évolue comme milieu de terrain en équipe première depuis la saison 2007-2008. Il fait ses débuts en championnat professionnel à Westerlo. Le 13 novembre 2010, il inscrit son premier but en championnat lors d'une victoire contre le Cercle de Bruges. La saison suivante, ayant pris le brassard de capitaine de l'équipe, il est champion de Belgique.
David Hubert fait ses débuts en équipe nationale le 10 août 2011 contre la Slovénie.
Le 31 août 2015, dans les dernières heures du mercato, David Hubert rejoint le Royal Excel Mouscron en prêt. Son prêt est reconduit en juillet 2016 pour une saison supplémentaire.
Le 13 août 2022, il s'engage avec le RSC Anderlecht, dans le but d'apporter son expérience aux moins de 23 ans, les RSCA Futures, évoluant en Challenger Pro League.

### Carrière d'entraîneur

#### RSC Anderlecht
Lorsqu'il raccroche les crampons à l'issue de la saison 2022-2023, David Hubert intègre le staff des RSCA Futures en tant qu'adjoint.
Au début de la saison 2024-2025, il devient l'entraîneur principal des moins de 18 ans du Sporting.
Le 19 septembre 2024, il est nommé entraîneur principal de l'équipe A par intérim à la suite du licenciement de Brian Riemer.
Le 10 octobre 2024, à la suite de bons résultats obtenus durant son court intérim, il est confirmé par la direction anderlechtoise comme entraîneur principal des Mauves.

#### OH Louvain
Trois mois après son licenciement du Sporting d'Anderlecht, David Hubert est engagé par l'OH Louvain, où il prend la relève de Chris Coleman et signe un contrat jusqu'en 2027.

## Palmarès
- Champion de Belgique 2010-2011 avec le KRC Genk
- Vainqueur de la Coupe de Belgique en 2009 avec le KRC Genk
- Vainqueur de la Supercoupe de Belgique en 2011 avec le KRC Genk